# Carey Davis
Carey Alexander Davis (født 27. marts 1981) er en professionel amerikansk fodbold-spiller fra USA, der pt. er free agent Han spiller positionen fullback.
Han har spillet i NFL for henholdsvis Indianapolis Colts og for Pittsburgh Steelers, som han vandt Super Bowl XLIII med.